# La Traque (Les Tuniques bleues)
Pour les articles homonymes, voir La Traque.
La Traque est la soixante-huitième histoire de la série Les Tuniques bleues de Lambil et Raoul Cauvin. Elle est publiée pour la première fois du no 3551 au no 3558 du journal Spirou, puis en album en 2006.